# Prix Gémeaux : Meilleure série d'émissions à caractère social ou de services
Pour un article plus général, voir prix Gémeaux.
Prix Gémeaux : Meilleure série d'émissions à caractère social ou de services

## Lauréats
- 1989 - Lumières
- 1990 - Comment Ça Va?
- 1991 - Téléservice
- 1992 - Téléservice
- 1993 - Comment Ça Va?
- 1994 - M’aimes-Tu?
- 1995 - M’aimes-Tu?
- 1996 - Qui Vive!
- 1997 - La Facture
- 1998 - La Facture
- 1999 - Ciel! Mon Pinard